# 若松勉

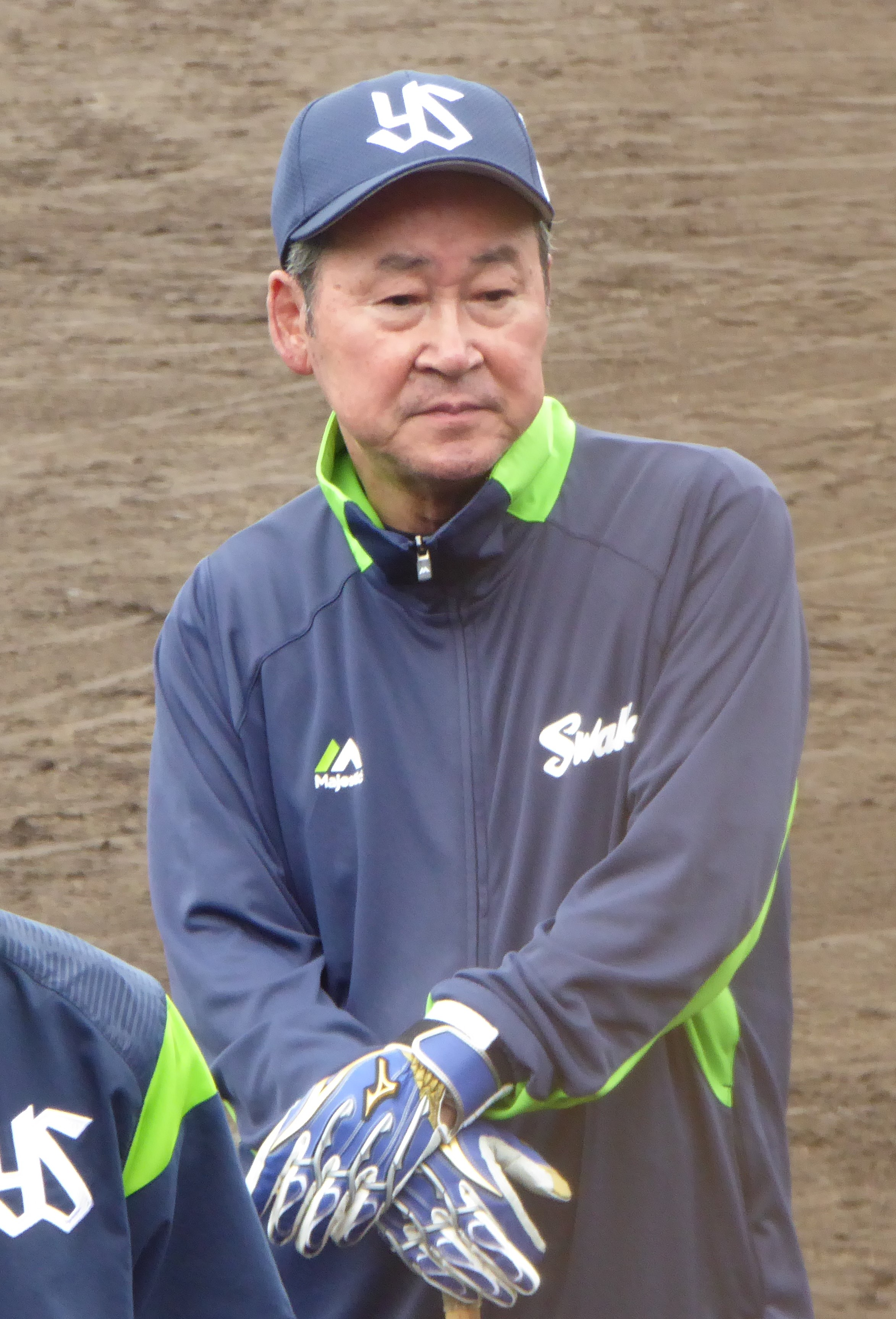
若松勉的照片

若松勉（1947年4月17日—）為日本的棒球選手，出生於北海道留萌市。他曾效力於日本職棒東京養樂多燕子隊，於1989年退休，生涯通算220支全壘打。
若松勉為北海道人，1971年以第三指名加盟養樂多原子俠隊(現東京養樂多燕子隊的前身)，加入職棒第二年就拿下了中央聯盟打擊率王，為聯盟具代表性的外野手之一，1978年更是幫助養樂多隊拿下隊史上第一個聯盟冠軍以及總冠軍，同時也獲選為年度跟總冠軍賽雙料最有價值球員，1989年現役引退，生涯19年都在養樂多隊渡過，由於身高號稱168（據說實際身高更矮），因此被日本球迷稱為「小さな大打者」(身材不起眼的偉大打者)。
引退後擔任球評，1993年回到養樂多擔任二軍打擊教練，二軍監督，1999年從野村克也的手中接下了養樂多隊的兵符，並在2001年率領養樂多隊拿下中央聯盟冠軍，在總冠軍戰中更以4勝1敗的佳績打敗太平洋聯盟冠軍近鐵猛牛隊，成為唯一一位在球員、教練、監督時代都拿過冠軍的養樂多選手。
在打到規定打席數的14年中，有12年的打擊率高達三成，在打數4000個以上的選手中，累積打率0.31918更是高居日本人第一位，僅輸給羅德隊的洋將Leron Lee的0.320，其中1977年拿下生涯第二座打擊率王，整個球季三振次數只有14次，其它還有8發的再見全壘打(央聯第一)，三發代打再見全壘打(全聯盟第一)等輝煌記錄，可說是第一代的燕子先生，其背號一度被養樂多球團設成準退休背號，直到池山隆寬犧牲自己的加薪才讓１號重出江湖，因此若松勉入選野球殿堂，可說是實至名歸。

## 外部連結
1. ↑  .   [2017-04-29]. （原始内容存档于2019-02-13）.